# Svyatoslav Piskoun
Svyatoslav Mykhaylovytch Piskoun (en ukrainien : Святослав Михайлович Піскун, né le 8 mars 1952 à Berdytchiv) est un homme politique et juriste ukrainien.

## Biographie
Il a été procureur général d'Ukraine de juillet 2002 à octobre 2003 puis de décembre 2004 à octobre 2005 et aussi du 4 novembre 2010 au 22 février 2014.
Il a été élu aux : VIe, Ve et IVe Radas ukrainiennes.
En 2020 il a été le conseiller spécial de la procureure générale Iryna Venediktova.